# Carl Schöning
Carl Josef Schöning, född den 24 december 1875 i Forsa församling, Gävleborgs län, död den 19 mars 1954 i Stockholm, var en svensk militär. Han var son till Ludvig Schöning. 
Schöning avlade studentexamen i Umeå 1893. Han blev underlöjtnant vid Västerbottens regemente 1895, löjtnant där 1896, kapten 1909 och major 1916. Schöning var aspirant vid generalstaben 1901–1904 samt lärare 1905–1908 och adjutant 1909–1913 vid Krigsskolan. Han befordrades till överstelöjtnant vid Intendenturkåren 1920, vid Dalregementet 1923, och till överste 1926. Schöning blev tillförordnad chef för Upplands regemente samma år och var ordinarie regementschef 1928–1935. Han blev riddare av Svärdsorden 1916, kommendör av andra klassen av samma orden 1929 och kommendör av första klassen 1932.